# Несущий сигнал

Пример частотной модуляции

Несу́щий сигна́л — сигнал, один или несколько параметров которого изменяются в процессе модуляции. Количественное изменение параметра (параметров) определяется мгновенным текущим значением информационного (модулирующего) сигнала. Немодулированный несущий сигнал не несёт информации.
В качестве несущего может быть использован любой детерминированный сигнал. Чаще всего в качестве несущего сигнала используется высокочастотное (относительно высшей частоты в спектре информационного сигнала) гармоническое колебание, что обусловлено простотой демодуляции и относительно узким спектром результирующего модулированного сигнала. Однако, в некоторых случаях используют другие формы несущего сигнала, например, последовательность прямоугольных импульсов.
В музыке несущую частоту, например, чистый музыкальный тон можно модулировать для достижения выразительности музыки, добавить ощущение глубины и движения в музыкальном произведении.

## Другие названия
Несущий сигнал часто называют просто несу́щая (от несущая частота), либо несущее (колебание). Все эти термины означают практически одно и то же. В английской терминологии несущий сигнал называют словом carrier — носитель.